# Yamchu
Yamchu (en: Yamcha, ja: Yamucha) er en fiktiv person i Dragon Ball. Han er 16 år ved første møde, men 28 år senere i serien.
Yamchu var tidligere kendt som ørkenrøver i Dragon Ball. Han gør sin første entre, da Son-Goku og Bulma skal gennem ørkenen. Hans mål er at finde kærlighed, men har svært ved det, da han er sky omkring piger.
Han besluttede sig for at følges med Goku og hans venner efter at have udkæmpet en duel mod Goku, og have hørt om de syv dragekugler; han ville ønske sin generthed væk. Senere bliver han medlem a gruppe z.
| Anime- eller mangafigur | Spire Denne artikel om en anime- og/eller mangafigur er en spire som bør udbygges. Du er velkommen til at hjælpe Wikipedia ved at udvide den. |